# 위기의 X
《위기의 X》는 2022년 9월 2일 방영된 Wavve의 웹드라마다.

## 기획의도
희망퇴직-주식떡락-집값폭등까지 인생 최대 하락장을 맞은 위기의 'a저씨'가 반등을 위해 영끌하는 현실 격공 코미디

## 제작진

### 제작사
- ㈜커버넌트픽처스
- ㈜블라드스튜디오
- ㈜안나푸르나필름

### 연출
- 김정훈

### 극본
- 곽경윤

## 등장인물

### 주요 인물
- 권상우 : 윤대욱 역
- 임세미 : 미진 역
- 성동일 : 허준 역
- 박진주 : 김 대리 역
- 신현수 : 앤디 정 역

### 특별출연
- 이이경 : 우진 역
- 조한철 :
- 김기두 :
- 이광수 :
- 김기방 : 명수 역
- 김성오 : 승일 역